# 張三李四
張三李四（英語：Chang and Lee）是成立於2010年代的台灣演唱組合，曲風初時多走搖滾與民謠。 張三李四的創作靈感大多來自鄉下與城市之間的故事，從地方文化、社會議題之中以第三人稱觀察的角度，以音樂為無名的人們發聲。

## 創作及經歷
2014年獲得臺灣原創流行音樂大獎河洛語組首獎。
2015年12月發行首張專輯《張三李四》。2016年獲得第27屆金曲獎最佳演唱組合獎、第17屆華語音樂傳媒大賞最佳組合獎。在得獎感言中組合成員說到「音樂創作出的歌曲，都是在幫這個社會裡的無名英雄及小人物們發聲」。
2017年至美國鄉村音樂之都納許維爾(Nashville)後製第二張專輯。
2017年3月張錫安與彭畯益、朱啟光導演共同創作的音樂錄影帶《拆》入圍紐約市獨立影展、露骨國際影展，同年6月又以此音樂錄影帶榮獲第28屆金曲獎最佳音樂錄影帶獎
2017年12月，發行第二張《張三李四》專輯。2018年5月7日入圍第11屆新加坡Freshmusic Awards 年度十大專輯與第29屆金曲獎最佳演唱組合獎、最佳專輯裝幀設計獎。
2020年發行第三張專輯《Seen It All ?》，2021年入圍第32屆金曲獎最佳演唱組合獎。

## 音樂作品

### 錄音室專輯
| 專輯 | 發行日期   | 專輯名稱          | 語言 | 曲目 |
| 1    | 2015年12月 | 《張三李四》      | 台語 | 1. 叭噗叭噗 2. 鬼島詩 3. 會凍幹譙嗎 4. 卡歸去 5. 歐吉桑乎乾啦 6. 關電火了後 7. 美麗七賢暝 8. 拆 9. The Pulse 10. 張三李四 |
| 2    | 2017年12月 | 《張三李四》      | 台語 | 1. 尪仔標 2. 愛你我不魯(feat.鄧福如) 3. 歐吉桑衝了啦 4. 一二三木頭人 5. 無夠撒嬌 6. 看不見明天(feat.熊仔) 7. 混久都是朋友(feat.荒山亮、黃子軒、達卡鬧) 8. 等無此人、 9. 想厝的時陣 10. Mom Mom Baby 1# 一人一半(feat.林柏昇) |
| 3    | 2020年6月  | 《Seen It All ?》 | 台語 | 1. Intro 2. 科技上 _ 什麼 3. 科技下 _ I Can't Stop 4. 食物鏈上 _ 不好說 5. 食物鏈下 _ 麻木 6. 男女上 _ 為啥物我會遐爾愛你 7. 男女下 _ This lsland 8. 霸凌上 _ 怎樣 9. 霸凌下 _ 槍強搶嗆 10. Seen It All ?                    |

### 單曲
- 2021年 〈彩蛋〉
- 2021年 〈Be Fine〉
- 2021年 〈愛有毒〉
- 2021年 〈Be Fine_Lo-fi〉
- 2021年 〈酒釋愛〉

## 演唱會
- 2017年 日本、泰國、馬來西亞、菲律賓、印尼、越南等六個國家12個城市舉辦巡迴演唱會。[21]
- 2017年 美國紐約PIANOS Livehouse 演唱 [22]
- 2017年 上海好樂迪及288Livehouse 演唱[23]
- 2017年 新加坡 Music Matters 音樂節 [24][25]
- 2018年4月8日 台北Legacy「衝了啦」演唱會[26]

## 獎項紀錄
| 年份 | 屆次                          | 專輯             | 獎項               | 入圍                         | 結果 |
| ---- | ----------------------------- | ---------------- | ------------------ | ---------------------------- | ---- |
| 2014 | 第11屆臺灣原創流行音樂大獎    | 關電火了後       | 河洛語組首獎       | 關電火了後                   | 獲獎 |
| 2016 | 第27屆金曲獎                  | 《張三李四》     | 最佳新人獎         | 《張三李四》                 | 提名 |
| 2016 | 第27屆金曲獎                  | 《張三李四》     | 最佳演唱組合獎     | 《張三李四》                 | 獲獎 |
| 2016 | 第27屆金曲獎                  | 《張三李四》     | 最佳台語專輯獎     | 《張三李四》                 | 提名 |
| 2016 | 第27屆金曲獎                  | 《張三李四》     | 最佳作詞人獎       | 武雄〈拆〉                   | 提名 |
| 2016 | 第27屆金曲獎                  | 《張三李四》     | 最佳專輯包裝獎     | 吳建龍《張三李四》           | 提名 |
| 2016 | 第17屆華語音樂傳媒大賞        | 《張三李四》     | 最佳組合獎         | 《張三李四》                 | 獲獎 |
| 2016 | 第17屆華語音樂傳媒大賞        | 《張三李四》     | 最佳作詞人獎       | 武雄《拆》                   | 獲獎 |
| 2017 | 紐約市獨立影展                | 《張三李四》     | 最佳音樂錄影帶獎   | 張錫安、彭畯益、朱啟光〈拆〉 | 提名 |
| 2017 | 露骨國際影展                  | 《張三李四》     | 最佳音樂錄影帶獎   | 張錫安、彭畯益、朱啟光〈拆〉 | 提名 |
| 2017 | 第28屆金曲獎                  | 《張三李四》     | 最佳音樂錄影帶獎   | 張錫安、彭畯益、朱啟光〈拆〉 | 獲獎 |
| 2018 | 第11屆新加坡Freshmusic Awards | 《張三李四》     | 年度十大專輯       | 《張三李四》                 | 提名 |
| 2018 | 第29屆金曲獎                  | 《張三李四》     | 最佳演唱組合獎     | 《張三李四》                 | 提名 |
| 2018 | 第29屆金曲獎                  | 《張三李四》     | 最佳專輯裝幀設計獎 | 吳建龍《張三李四》           | 提名 |
| 2021 | 第32屆金曲獎                  | 《Seen it all?》 | 最佳演唱組合獎     | 《張三李四》                 | 提名 |
| 2021 | 第21屆南方音樂盛典            | 《Seen it all?》 | 最佳組合獎         | 《張三李四》                 | 待定 |

## 外部連結
- 張三李四的Facebook專頁 已關閉
- 張三李四的Instagram帳戶 已關閉
- Youtube官方頻道 （页面存档备份，存于）
- IndieVOX官方頁面